# Beemte-Broekland
Beemte Broekland est un village appartenant à la commune néerlandaise d'Apeldoorn. En 2006, Beemte Broekland et Wenum-Wiesel comptaient ensemble 3 160 habitants.